# Idalus tybris
Idalus tybris là một loài bướm đêm thuộc phân họ Arctiinae, họ Erebidae.